# 호국경 정치

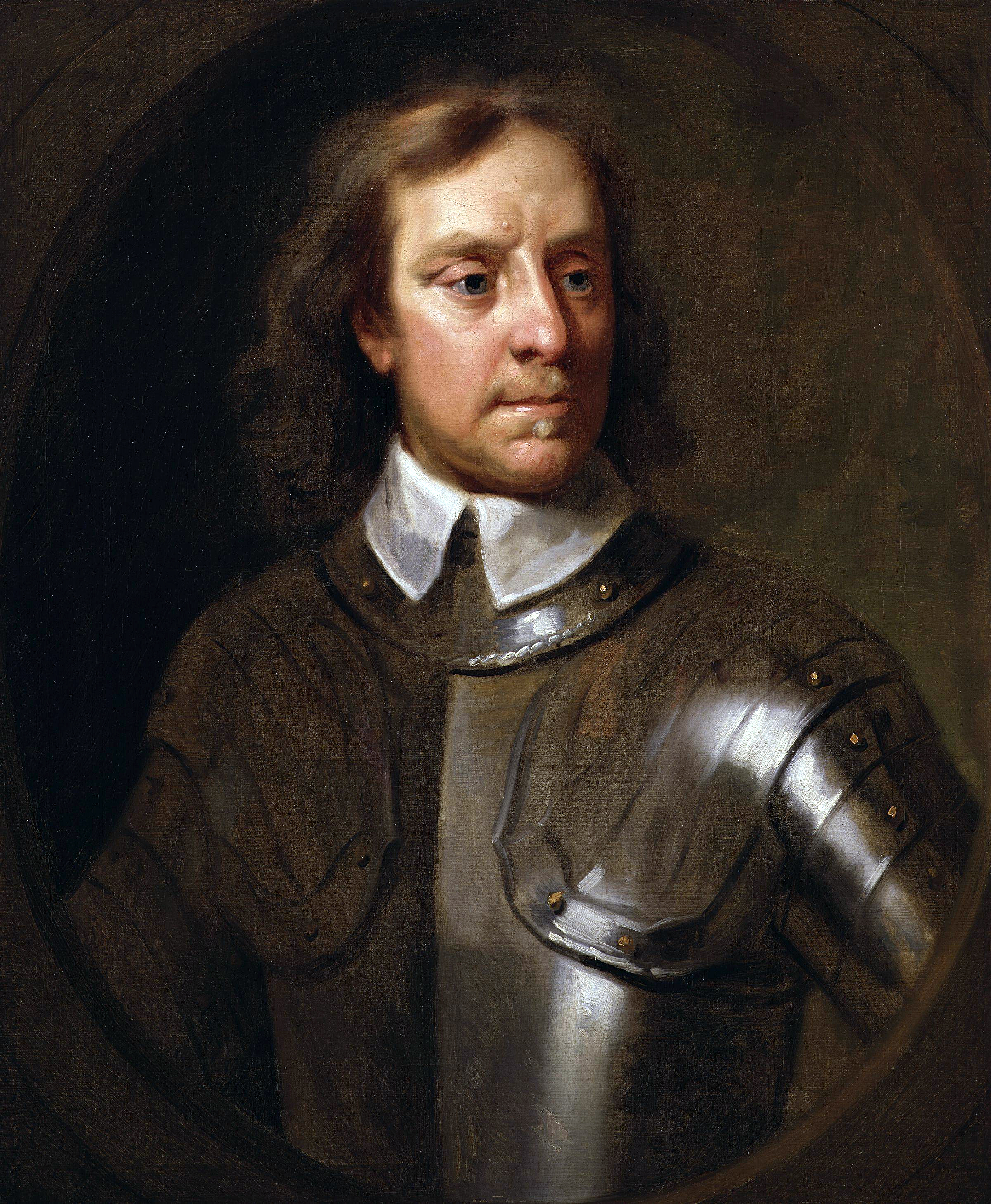
올리버 크롬웰

호국경 정치(護國卿政治)는 잉글랜드 왕국에서 벌어진 청교도 혁명 과정에서 진행되었던 정치적 양상이었다.
잔부의회(殘部議會)가 영국의 민주화에 열의를 보이지 않았기 때문에, 크롬웰이 영도하는 혁명세력은 무력으로 의회를 해산하고 추천의원으로써 의회를 구성했다. 그러한 그들의 급진적인 개혁에 유산(有産) 계급은 불안을 느껴 무력으로써 의회를 해산시키고, 크롬웰을 호국경(護國卿)으로 삼아 권력을 위임하였다. 이것이 호국적 정치의 시초이며, 이것을 규정한 헌법이 통치장전(統治章典)이다. 통치장전은 영국사상 유일한 성문(成文) 헌법이라고 한다. 이 장전은 국민에 대한 최고 통치권의 행사와 정부의 행정권을 호국경에게 위임할 것을 규정했다. 호민관을 보좌하는 국무원은 호국경에 의하여 임명되는 종신관(終身官)으로 구성되고, 의회에 대하여 책임을 지지 않았다.
그러나 1654년에 열린 의회는 군대와 충돌하여 다음 해 1월 해산하자, 크롬웰은 민병제(民兵制)를 개편하고, 군정장관에 의한 군사독재를 실행하게 되었다. 그러나 유산(有産)계급은 왕정복귀를 원하여 크롬웰을 왕위에 앉히고, 군대를 의회의 재정적 지배하에 둔다고 하는 탄원(嘆願)과 청원(請願)을 제출하였다. 크롬웰의 즉위는 실현되지 않았으나, 군정장관 등의 군인가족은 의석을 얻은 대가로 매수되었다. 이 헌법이 효력을 발휘하기 전에 크롬웰은 죽고 그 아들 R. 크롬웰이 호국경이 되었으나, 그는 군대와 의회와의 대립을 누르지 못하였다. 1659년 군인 귀족들은 그를 폐위시키고 왕정복고의 길을 터놓았다.

## 같이 보기
- 올리버 크롬웰
- 호국경
- 잉글랜드 연방